# Ранавалуна I
Ранавалуна I (малаг. Ranavalona; 1788, Мадагаскар — 15 серпня 1861, Антананаріву, Мадагаскар) — королева Імерини (з 1828), дружина короля Радами I.

## Біографія
Ранавалуна I після смерті свого чоловіка Радами I жорстоко розправилася з претендентами на королівський престол. Під час її правління значно скоротився європейський вплив на Мадагаскар. З країни виганяли європейських місіонерів, переслідувалися християни. В 1838 році, під час переговорів з Великою Британією, Ранавалуна I зажадала, щоб торгівля в портах перебувала під контролем малагасійських чиновників.
Встановлені обмеження призвели до реакції британських і французьких експедиційних корпусів, які в помсту розбомбили порт Таматаве. Порт був відкритий для торгівлі тільки у 1853 році з допомогою французького дипломата Жана Лаборда, що призвело до збільшення промислового виробництва на острові.
У 1857 році була укладена секретна угода між сином Ранавалуни Радамою II, який виступав за європеїзацію, і Францією, що призвело в подальшому до протекторату Франції над Мадагаскаром. У відповідь на цю угоду, укладену без участі Ранавалуни I, королева вигнала з острова європейців, тисячі малагасійців, підозрюваних у змові, були піддані жорстоким переслідуванням.

## Цікаве
- Існує легенда, що Ранавалуна страчувала своїх наближених, якщо вони являлись до неї уві сні без попередження[2].
- Була зведеною сестрою свого чоловіка Радама І.

## Джерело
- Keith Laidler. Female Caligula. Ranavalona, the Mad Queen of Madagascar. Wiley (2005) ISBN 978-0-470-02223-8 (HB).